# Zethus favillaceus
Zethus favillaceus är en stekelart som beskrevs av Walker. Zethus favillaceus ingår i släktet Zethus och familjen Eumenidae. Inga underarter finns listade i Catalogue of Life.